# Předseda vlády Řecka
Předseda vlády Řecké republiky (řecky Πρωθυπουργός της Ελληνικής Δημοκρατίας, Prothypourgós tis Ellinikís Dimokratías) je hlavou vlády Řecka. Jde o nejvlivnější politickou funkci řeckého politického systému. Úřad řeckého premiéra existuje od roku 1822.
Předsedu vlády jmenuje řecký prezident. Na rozdíl od některých jiných ústav, ta řecká dává prezidentovi poměrně malý manévrovací prostor při sestavování vlády a přesně mu vymezuje, jak má po parlamentních volbách postupovat. Podle článku 37 prezident musí jmenovat předsedou vlády předsedu politické strany, která má nadpoloviční většinu křesel v parlamentu. Nemá-li žádná strana nadpoloviční většinu, udělí prezident vůdci strany s nejvíce křesly tzv. zkušební mandát, aby zjistil možnost sestavení vlády s důvěrou parlamentu. Neuspěje-li, udělí prezident zkušební mandát vůdci druhé největší strany v parlamentu. Při jeho neúspěchu získá zkušební mandát předák třetí největší strany v parlamentu. Každý zkušební mandát má platnost tři dny. Pokud selžou všechny tyto tři pokusy, svolá prezident všechny předáky parlamentních stran a musí se pokusit sestavit kabinet složený ze všech těchto stran. Pokud se to nepodaří, pověří prezident předsedu Nejvyššího správního soudu, nebo Nejvyššího občanského a trestního soudu, případně předsedu Účetního dvora, sestavením přechodného kabinetu. Pak prezident rozpustí parlament a vyhlásí nové volby.
Před nástupem do úřadu skládá premiér přísahu při náboženském obřadu v prezidentském sídle. Přísahá s rukou položenou na Bibli "ve jménu Svaté, Soupodstatné a Nedělitelné Trojice". Přísahu skládá athénskému arcibiskupovi, který je hlavou Církve Řecka (což je autokefální pravoslavná církev). O vhodnosti tohoto rituálu se v minulosti občas diskutovalo, ale všichni premiéři ho až do roku 2015 respektovali. Toho roku ho ale odmítl absolvovat vůdce krajně levicové strany Syriza Alexis Tsipras, s tím, že je ateistou. Bylo mu tak umožněno složit přísahu do rukou prezidenta a vynechat náboženskou formulaci z přísahy. Přísahal "na svou čest a svědomí".
Oficiální sídlo premiéra je od roku 1982 v zámečku Maximos v Athénách, jež se nachází na ulici Heroda Attica 19.